# Su e giù
Pour plus de détails, voir Fiche technique et Distribution.
Su e giù est une comédie italienne à quatre sketches réalisée et écrite par Mino Guerrini et sortie en 1965.

## Synopsis
Film composé de quatre segments :
1. Questione di principio : un mari fait fuir l'amant de sa femme, qui se réfugie dans la pièce voisine.
2. Il marito d'agosto : un mari invite une petite amie pendant l'absence de sa femme.
3. Il sogno : un pauvre homme rêve d'une aventure fantastique avec une jeune fille.
4. Il colpo del leone : un noble déchu gagne au jeu après s'être emparé de la boucle d'oreille de la femme d'un industriel.

## Fiche technique
- Titre original italien : Su e giù[1] (litt. « De haut en bas »)
- Réalisateur : Mino Guerrini
- Scénario : Mino Guerrini
- Photographie : Aldo Tonti
- Montage : Ornella Micheli (it)
- Musique : Marcello Giombini
- Décors : Aurelio Crugnola (it)
- Producteurs : Ermanno Donati (it), Luigi Carpentieri
- Sociétés de production : Panda Film
- Pays de production :  Italie
- Langue de tournage : italien
- Format : noir et blanc - son mono - 35 mm
- Durée : 95 minutes
- Genre : comédie
- Dates de sortie :
  - Italie : 17 avril 1965

## Distribution
Questione di principio
- Béatrice Altariba : Irene Maestrelli
- Paola Biggio : femme de Cuccia
- Lando Buzzanca : Ignazio Cuccia
- Enrico Maria Salerno : Enrico
- Daniele Vargas : Prof. Maestrelli
- Luigi Vannucchi : Lanfranchi
- Mino Guerrini :
- Aldo Tonti :

Il marito d'agosto
- Paolo Ferrari : Giorgio
- Antonella Lualdi : Evi

Il sogno
- Alida Chelli : la fille
- Maria Grazia Buccella : la dame
- Alfredo Martinelli :
- Bruno Scipioni :

Il colpo del leone
- Guido Alberti : Commendatore Persici
- Marc Michel : Comte Baldovino Uberti
- Eleonora Rossi Drago : Violante Persici
- Bianca Castagnetta :
- Umberto Felici :
- Luigi Leoni :